# HMS Liverpool (D92)
Pour les autres navires du même nom, voir HMS Liverpool.
Le HMS Liverpool est un destroyer de type 42 de la Royal Navy.

## Histoire
Après une période d'essais accélérée, il part pour l'Atlantique sud au début de juin 1982. Bien que Liverpool n'ait pas été actif dans la guerre des Malouines, il reste en poste pendant les six mois suivants avant de retourner au Royaume-Uni. En 1987, le Liverpool est au large de la côte nord de la Russie pour la surveillance et la collecte de données des missiles navals et des tirs d'armes soviétiques. Il vient ensuite en Hollande. En 1988, le Liverpool entreprend un essai en mer à Rosyth, quand il est équipé du système d'armes Phalanx CIWS. En 1989, il est dans le golfe Persique au sein de la patrouille Armilla, il sera à nouveau en 1990 et 1993. Puis il fait partie de la Standing NATO Maritime en Méditerranée.
Après l'éruption du volcan la Soufrière en 1995, le destroyer joue un rôle essentiel dans l'évacuation des habitants de Montserrat vers les îles voisines dans le cadre d'un effort qui a vu 7 000 personnes quitter l'île pour des endroits comme Antigua-et-Barbuda, ce qui fut impossible en raison de la destruction de l'aéroport.
Le Liverpool tire ce qui est censé être la première salve de missiles Sea Dart depuis une décennie et se prépare pour une deuxième salve. Les tirs ont lieu le 8 septembre 2002 à environ 250 miles au sud-ouest des îles Scilly, contre une cible afin de démontrer l'efficacité du missile et des systèmes du Liverpool après un radoub de 12 mois au chantier naval de Rosyth.
Elle faisait partie du Naval Task Group 03 (NTG03), destiné à prendre part à des exercices en Extrême-Orient dans le cadre des Five Power Defence Arrangements. Le groupe est envoyé dans le golfe Persique où il prend part à la guerre en Irak en 2003.
En 2005, Liverpool est envoyé dans les Caraïbes, où ses fonctions comprennent des patrouilles pour lutter contre la contrebande de drogue. En 2008, 18 marins à bord ont été testés positifs à la cocaïne lors d'un test de drogue de routine. En 2009, le navire est en réparation. À son retour au service en 2010, le Liverpool sert d'escorte au groupe opérationnel du Ark Royal lors d'un déploiement de quatre mois aux États-Unis et au Canada dans le cadre de l'exercice Auriga.
Fin mars 2011, le Liverpool reçoit l'ordre de relever le Cumberland en Méditerranée en tant que contribution de la Royal Navy à l'opération Unified Protector, le blocus naval de l'OTAN contre la Libye pendant la guerre civile du pays.
Le 18 avril, il intercepte le navire MV Setubal Express en direction de Tripoli, effectuant une perquisition, trouvant des camions susceptibles d'être utilisés par le régime de Kadhafi. Le navire marchand reçoit l'ordre de se rendre à Salerne en Italie.
Le 12 mai 2011, alors que le destroyer effectue des opérations de surveillance au large des côtes de la ville libyenne de Misrata, le Liverpool est sous le feu d'une batterie côtière, devenant le premier navire de guerre de la Royal Navy à être délibérément pris pour cible depuis la guerre des Malouines. Le Liverpool était chargé par d'autres navires de guerre de l'OTAN d'intercepter de petites embarcations gonflables à grande vitesse qui se rapprochent du port de Misrata, certainement pour poser des mines dans le port de Misrata. L'artillerie libyenne sur la côte tire une salve imprécise de roquettes sur le Liverpool. Le Liverpool réplique avec son canon de marine de 4,5 pouces Mark 8, faisant taire la batterie du rivage, lors de la première utilisation de l'arme par la Royal Navy depuis l'invasion de l'Irak en 2003.
Le 28 juin 2011, le Liverpool utilise son arme principale pour tirer des coups de semonce sur les forces maritimes pro-Kadhafi qui se déplacent le long de la côte méditerranéenne de la Libye juste à l'ouest de Misrata, en raison des menaces répétées de minage du port. Après avoir d'abord ignoré le premier obus, trois autres sont tirés et les navires sont contraints de retourner à leur port de départ.
Le matin du 3 août 2011, plusieurs roquettes sont tirées contre le Liverpool. Il réplique avec son canon de 4,5 pouces. L'attaque survient après que le navire a tiré une salve d'illumination pour appuyer une attaque aérienne sur le fief de Zliten.
Le 16 août 2011, le Liverpool est impliqué dans le bombardement côtier le plus intense de la guerre. Le navire est chargé par un avion de patrouille de tirer salve d'illumination au-dessus de la ville de Zlitan. Au cours de cette mission, le destroyer essuie les tirs d'une batterie côtière loyaliste. Le Liverpool répond en tirant trois coups de son canon de 4,5 pouces, faisant taire la batterie. Plus tard dans la même journée, un avion de patrouille repère un grand convoi de véhicules pro-Kadhafi transportant des armes et des munitions. Le Liverpool tire 54 obus de son canon de 4,5 pouces sur le convoi, détruisant ou endommageant gravement de nombreux véhicules. Pendant le chaos qui suit sur le terrain, les avions de l'OTAN détruisent le reste du convoi.
Le Liverpool revient de l'opération Unified Protector le 7 novembre 2011, entrant dans le port de Portsmouth après plus de sept mois d'opérations au large de la Libye. Il a tiré plus de 200 coups de son arme principale pendant le conflit.
Le 7 février 2012, le Liverpool surveille une flotte russe autour du porte-avions Admiral Kuznetsov qui traverse la Manche en venant du sud-ouest de l'Angleterre. La flotte de deux navires de guerre et de cinq navires de soutien se dirige vers la flotte du Nord et la flotte de la Baltique de la marine russe.
En mars 2012, le Liverpool participe à l'exercice Cold Response, un exercice de guerre hivernal de l'OTAN mené dans le nord de la Norvège, où il escorte l'Illustrious et le Bulwark.
Le navire fait sa dernière visite dans la ville de Liverpool le 29 février 2012 où, le samedi 3 mars et le dimanche 4 mars 2012, le public est invité sur le pont. Il est officiellement désarmé le 30 mars 2012.